# Ghidfalău (gmina)
Ghidfalău – gmina w Rumunii, w okręgu Covasna. Obejmuje miejscowości Angheluș, Fotoș, Ghidfalău i Zoltan. W 2011 roku liczyła 2660 mieszkańców.